# Сотеріологія
Сотеріоло́гія (грец. σωτηρία «порятунок» + грец. Λόγος — вчення, слово) — богословське вчення про спокуту та спасіння людини, є частиною догматичного богослов'я.
Сотеріологія є вченням про спасіння душі, тобто отримання праведниками блаженства в потойбічному світі. У християнській теології головним предметом сотеріології є вчинок Ісуса Христа, який помер на хресті для спасіння людства.
Сотеріологія також намагається розв'язати проблему виправдання людини шляхом з'ясування сенсу людського життя.

## Юдаїзм
У сучасному юдаїзмі спокута (єврейською גאולה‎; ґеула) — це викуплення Богом народу Ізраїлю від різноманітних вигнань. Це включає остаточне викуплення з теперішнього вигнання. Юдаїзм вважає, що його прихильники не потребують особистого спасіння, як вірять християни. Євреї не вірять у первородний гріх. Натомість вони надають високу цінність індивідуальній моралі, як вона визначена в Законі Божому — втіленому в тому, що євреї знають як Тору або Закон, даний Мойсею Богом на горі Синай, короткий виклад якого міститься в Десяти Заповідях. Єврейський мудрець Гіллель Старший стверджує, що Закон можна додатково стиснути лише в одному рядку, відомому в народі як Золоте правило: «Не роби ближньому те, що тобі ненависне».
В юдаїзмі порятунок тісно пов'язаний з ідеєю спокути, порятунку від станів чи обставин, які руйнують цінність людського існування. Бог, як універсальний дух і творець світу, є джерелом усього спасіння для людства, якщо людина шанує Бога, дотримуючись його заповідей. Отже, спокута чи спасіння залежить від людини. Юдаїзм наголошує, що порятунок не може бути отриманий через когось іншого, або просто звернувшись до божества або віривши в будь-яку зовнішню силу чи вплив.
Деякі уривки в єврейських релігійних текстах стверджують, що загробного життя не існує, навіть для добрих і справедливих, а Книга Екклезіаста говорить вірним: «Мертві нічого не знають. Вони не мають нагороди і навіть пам'ять про них втрачена» . Протягом багатьох століть рабини та єврейські миряни часто боролися з такими уривками.

## Християнство

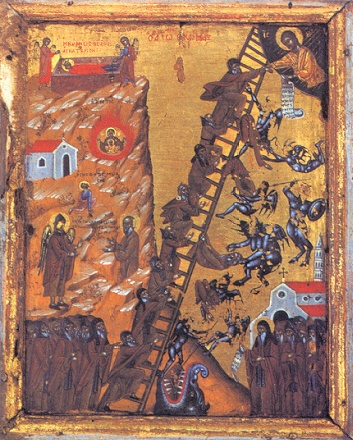
Образ «Драбина божественного сходження» (сходинки до обожнення, як описано Іваном Ліствичником), на якій зображено ченців, що піднімаються (і падають) по драбині до Ісуса

У християнстві спасіння, яке також називають «визволенням» або «викупленням», є порятунком людей від гріха та його наслідків. Різні погляди на спасіння є одними з основних напрямків, що розділяють різні християнські конфесії, будучи предметом розбіжностей між східним православ'ям, римо-католицизмом і протестантизмом, а також всередині протестантизму, зокрема в кальвіністсько-армініанських дебатах. Ці рядки включають суперечливі визначення зіпсованості, приречення, спокути і, найголовніше, виправдання. Християнська сотеріологія коливається від виключного спасіння:p.123 до концепцій універсального примирення.
Незважаючи на те, що деякі відмінності настільки ж поширені, як і саме християнство, переважна більшість погоджується, що спасіння стало можливим завдяки життю, розп'яттю, смерті та воскресінню Ісуса.

## Мунізм
«Виклад Принципу», що є основою богослов’я Церкви об’єднання, представляє сотеріологію як процес «відновлення» людини до її початкового стану до гріхопадіння. Згідно з цим вченням, гріхопадіння перших людей призвело не лише до духовного розриву з Богом, але й до переходу під владу сатанинських сил та успадкування гріховної природи. Відповідно, спасіння — це не лише прощення гріхів, а повне звільнення людства від цієї влади та відновлення як духовного, так і фізичного стану для створення Царства Небесного на землі, а не лише в потойбічному світі.
Центральну роль у цьому процесі відіграє Месія (Спаситель). Вчення стверджує, що оскільки людство успадкувало первородний гріх і гріховну природу, воно не може врятувати себе самостійно. Для цього потрібен Спаситель — досконала людина без первородного гріха, яка приходить як новий прабатько людства, що в «Принципі» називається «Істинним Батьком». Його місія — відновити втрачені стосунки з Богом і започаткувати новий, безгрішний людський рід.
«Принцип» навчає, що спасіння має два аспекти: духовний та фізичний. Ісус Христос через своє розп’яття та воскресіння забезпечив духовне спасіння. Віра в нього дозволяє людям отримати духовне відродження. Однак стверджується, що розп'яття не було початковим Божим планом, а сталося через невіру тогочасних людей. Через це Ісус не зміг повністю завершити свою місію на землі, яка включала створення сім'ї та забезпечення фізичного спасіння. Тому для повного відновлення людства необхідне Друге пришестя Месії, який має завершити цю місію, встановивши Царство Небесне на землі.